# 39. østlige længdekreds
Den 39. østlige længdekreds (eller 39 grader østlig længde) er en længdekreds, der ligger 39 grader øst for nulmeridianen. Den løber gennem Ishavet, Europa, Asien, Afrika, det Indiske Ocean, det Sydlige Ishav og Antarktis.